# Anastácio Cahango
Anastácio Cahango (Camabatela, 3 de junho de 1937) é um clérigo angolano e bispo emérito auxiliar de Luanda. É filiado à Ordem dos Frades Menores Capuchinhos e foi ordenado em 1977. O Papa João Paulo II nomeou-o bispo em 1998. Em 2013, o Papa Francisco aceitou a renúncia de Cahango devido à idade avançada.